# M23 (amas ouvert)
Pour les articles homonymes, voir M23.
M23 (ou NGC 6494) est un amas ouvert situé dans la constellation du Sagittaire. Il a été découvert par l'astronome français Charles Messier en 1764.
Selon la classification des amas ouverts de Robert Trumpler, cet amas renferme entre 50 et 100 étoiles (lettre m) dont la concentration est moyennement faible (III) et dont les magnitudes se répartissent sur un petit intervalle (le chiffre 1). Cependant, d'après les données du catalogue Lynga, l'amas est composé de 150 étoiles et la classification proposée par Lynga est II 2 r.

## Observation
La magnitude de 5,5 de l'amas le rend aisément visible avec de petites jumelles.

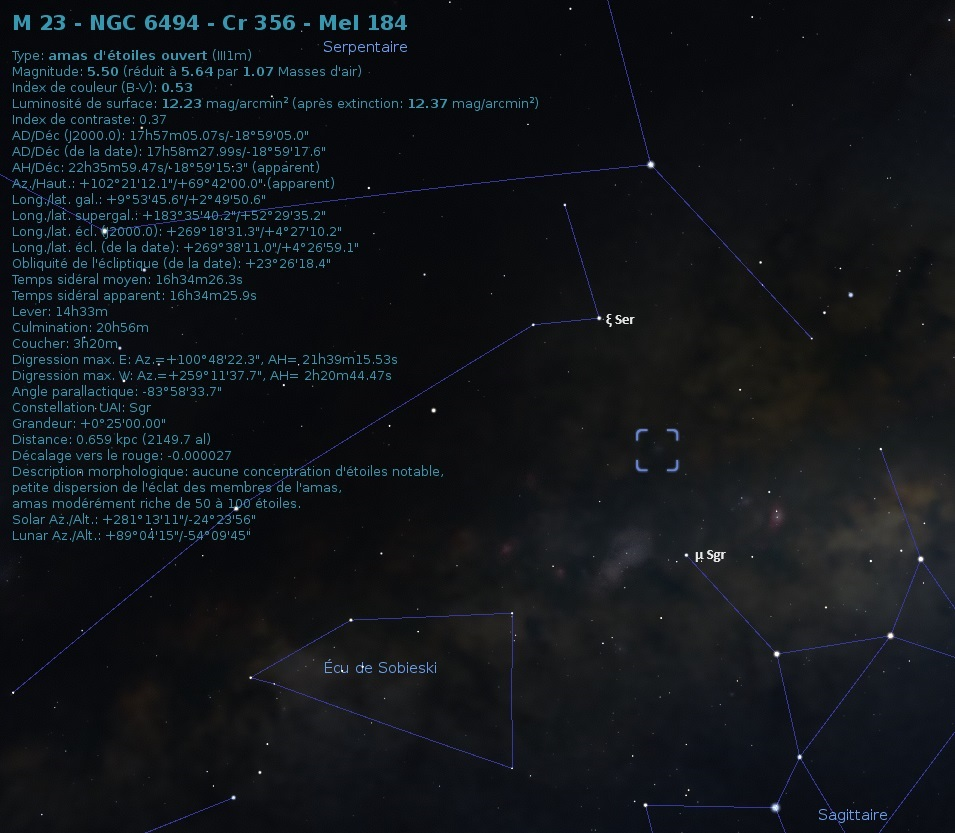
Emplacement de M23 dans la constellation du Cygne.

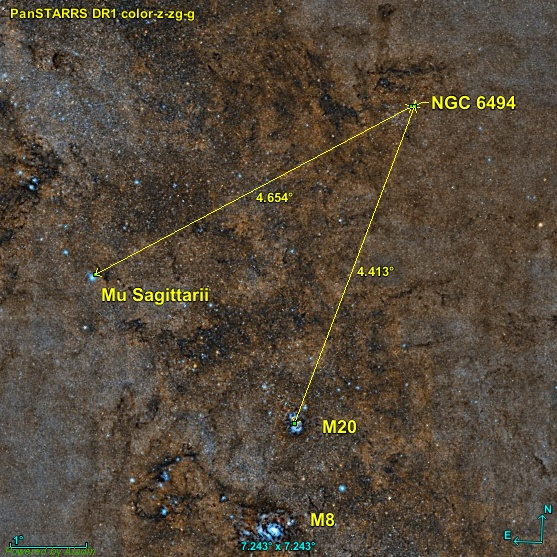
Position de M23 par rapport à une étoile et à la nébuleuse Trifide (M20).

M23 est à environ 4,65 degrés de l'étoile Mu Sagittarii et à 4,4 degrés de la nébuleuse Trifide (M20).

## Histoire des observations
M23 a été découvert par l'astrome français Charles Messier qui l'a décrit comme un amas de 15 minutes d'arc de diamètre et dont les étoiles sont très rapprochées.
L'amas a ensuite été observé par Johann Elert Bode et par Caroline Herschel le 5 mai 1783, puis par William Herschel le 18 juin 1784. John Herschel a observé M23 le 24 juin 1826, puis à deux reprises en 1830 les 15 et 19 juillet. Il l'a inscrit dans son catalogue sous la désignation GC 4346 en le décrivant comme un amas brillant, très vaste, assez riche et un peu compressé. John Dreyer, auteur du New General Catalogue grandement inspiré de celui de John Herschel, a inscrit la découverte de Messier sous le désignation NGC 6494 en le décrivant comme un dans les mêmes termes que John Herschel.

## Caractéristiques

### Distance, taille et vitesse
La parallaxe moyenne des étoiles de l'amas a été obtenue des mesures effectuées par le satellite Gaia. Huit valeurs, dont sept différentes, publiées dans de récents articles (2018 à 2022) sont indiquées sur la base de données Simbad : 1,367 ± 0,049 mas, 1,355 ± 0,067 mas, 1,366 ± 0,042 mas, 1,359 ± 0,066 mas, 1,354 5 ± 0,062 mas,, 1,354 ± 0,002 mas et 1,412 4 mas. La moyenne des parallaxes et de leur incertitude est égale à 1,366 8 ± 0,048 0 mas, ce qui correspond à une distance de 732 ± 27 pc.
La taille apparente de l'amas 25' à 29' (27 ± 2' ce qui, compte tenu de la distance de 739 ± 1 pc et grâce à un calcul simple, équivaut à une taille réelle de 18,8 ± 2,1 al.
Six vitesses sont indiquées sur Simbad: soit −8,00 ± 0,13 km/s, −8,60 ± 0,4 km/s, −7,639 ± 1,107 km/s, −31,73 ± 0,01 km/s, −8,37 ± 0,7 km/s et −8,6 ± 0,4 km/s. En ne considérant pas la valeur de −31 km/s, la vitesse moyenne obtnue est de −8,24 ± 0,42 km/s

### Mouvement propre
Simbad indique neuf couples de valeurs pour le mouvement propre de l'amas, dont six différents, mais très semblables, qui proviennent d'articles publiés entre 2018 et 2022. Ces valeurs en ascension droite et en déclinaison sont :
- 0,299 ± 0,122 mas et −1,837 ± 0,110 mas[9]
- 0,278 ± 0,217 mas et −1,799 ± 0,213 mas[10]
- 0,303 ± 0,204 mas et −1,846 ± 0,194 mas[11]
- 0,284 ± 0,229 mas et −1,798 ± 0,224 mas[12]
- 0,284 ± 0,220 mas et −1,809 ± 0,220 mas[13],[14]
- 0,284 ± 0,008 mas et −1,809 ± 0,008 mas[15]

Le mouvement propre moyen obtenu de ces valeurs en ascension droite et en déclinaison est égal à 0,289 ± 0,167 mas et −1,816 ± 0,162 mas. 

### Métallicité
Simbad rapporte quatre valeurs de la métallicité dont trois égales à -0,04,, et une égale à +0,095 et provenant d'articles publiés entre 2014 et 2022. Le pourcentage d'éléments lourds (plus lourd que l'hydrogène et l'hélium) de cet amas est donc compris entre 91% (10-0,04) et 124% (100,095) de celui du Soleil.

### Âge
Webda et Lynga indiquent un âge de 300 millions d'années (log10=8,477).

## Étoiles
On peut accéder aux propriétés des étoiles située dans les environs de M23 en utilisant sur base de données Simbad la requête de recherche NGC 6494 NUM, où NUM est un nombre allant de 1 à 57. Toutefois, seule 40 pages ainsi obtenue indiquent la parallaxe de l'étoile. Les données du tableau ci-dessous (parallaxe, mouvement propre, etc.) apparaissent sur Simbad et proviennent du « GAIA EARLY DATA RELEASE 3 (GAIA EDR3) » publié en 2020.
Les distances de 29 étoiles de ce tableau sont à l'intérieur de la distance moyenne de l'amas obtenue des mesures de la parallaxe et leur mouvement propre sont semblables. Elles sont probablement membres de M23. La distance moyenne de ces 29 étoiles est de 736 ± 21 pc (∼2 400 al). Leurs mouvements propres moyens en ascension droite et en déclinaison sont respectivement égaux à 0,415 ± 0,401 mas et −1,819 ± 0,309 mas.
Selon les données de Simbad, l'amas ne contient aucune étoile de type O et six étoiles de type B. M23 renferme au moins deux étoiles traînardes bleues qui ne sont pas identifiées dans l'article publié par Llorente et ses collègues, probablement deux des étoiles de type B.
| Num # | Nom         | α                | δ                 | type          | P (mas)          | d (pc)     | μα* (mas/an) | μδ* (mas/an) | mV    | Rem        |
| ----- | ----------- | ---------------- | ----------------- | ------------- | ---------------- | ---------- | ------------ | ------------ | ----- | ---------- |
| #2    | HD 163536   | 17h 57m 26,6715s | -18° 56′ 26,7983″ | G6V           | 26,8666 ± 0,0403 | 37 ± 0     | 62,615       | -81,577      | 8,19  | Nm & Mv pr |
| #1    | HD 163245   | 17h 55m 54,9706s | -18° 48′ 07,7617″ | A1V           | 10,0973 ± 0,0332 | 99 ± 0     | 14,590       | -20,860      | 6,469 | Nm         |
| #15   | HD 312405   | 17h 57m 34,0884s | -18° 49′ 40,7885″ | A0            | 3,081 ± 0,2383   | 325+27 -23 | -2,798       | -7,705       | 10,31 | Nm         |
| #55   | HD 312408   | 17h 57m 54,2396s | -18° 54′ 20,9100″ | K5            | 2,6017 ± 0,0237  | 384 ± 4    | 5,758        | -5,171       | 9,96  | Nm         |
| #29   | NGC 6494 29 | 17h 56m 21,9396s | -18° 52′ 31,0238″ |               | 2,5693 ± 0,0457  | 389 ± 7    | -5,842       | 1,504        | 11,78 | Nm         |
| #53   | HD 163478   | 17h 57m 07,8558s | -19° 05′ 27,5531″ | A             | 1,7698 ± 0,0311  | 565 ± 10   | 0,381        | -2,109       | 9,89  | Nm         |
| #5    | HD 163409   | 17h 56m 51,0168s | -19° 04′ 34,6162″ | B9            | 1,4934 ± 0,036   | 670 ± 16   | 0,414        | -1,731       | 9,55  | M?         |
| #11   | HD 163350   | 17h 56m 33,8777s | -18° 56′ 59,4758″ | B9Ib/II       | 1,4923 ± 0,0564  | 670 ± 26   | -0,496       | -1,980       | 9,93  | M?         |
| #16   | HD 312410   | 17h 57m 19,5955s | -18° 53′ 59,41,7″ | A0            | 1,4796 ± 0,0524  | 676 ± 25   | -0,347       | -2,906       | 10,24 | M?         |
| #7    | HD 163408   | 17h 56m 49,8969s | -18° 58′ 32,3958″ | A0II/III      | 1,4303 ± 0,0185  | 699 ± 9    | 0,547        | -1,797       | 9,63  |            |
| #57   | HD 163645   | 17h 58m 03,5296s | -18° 54′ 59,5525″ | A0III/IV      | 1,4265 ± 0,0234  | 701 ± 12   | 0,393        | -1,924       | 9,89  |            |
| #52   | HD 163390   | 17h 56m 41,5374s | -18° 50′ 33,6186″ | A2            | 1,4202 ± 0,021   | 704 ± 11   | 0,200        | -1,787       | 9,72  |            |
| #47   | HD 163477   | 17h 57m 07,2946s | -19° 03′ 00,8597″ | A             | 1,3916 ± 0,0158  | 719 ± 8    | 0,283        | -1,749       | 9,45  |            |
| #48   | HD 312343   | 17h 56m 23,0379s | -19° 08′ 58,6595″ | K0            | 1,3891 ± 0,0173  | 720 ± 9    | 0,274        | -2,046       | 9,54  |            |
| #46   | BD-18 4710  | 17h 57m 03,1665s | -18° 59′ 13,9321″ |               | 1,386 ± 0,0181   | 722 ± 10   | 0,824        | -1,739       | 9,42  |            |
| #24   | NGC 6494 24 | 17h 56m 52,7243s | -18° 57′ 08,5267″ |               | 1,3852 ± 0,021   | 722 ± 11   | 0,193        | -1,699       | 10,90 |            |
| #17   | HD 312418   | 17h 56m 55,1159s | -19° 05′ 21,4893″ | B8            | 1,3836 ± 0,0219  | 723 ± 12   | 1,747        | -2,174       | 10,59 |            |
| #3    | HD 163293   | 17h 56m 12,4839s | -19° 03′ 24,4859″ | A0III         | 1,3776 ± 0,0198  | 726 ± 11   | 0,398        | -1,794       | 9,34  |            |
| #4    | HD 163426   | 17h 56m 57,4955s | -18° 57′ 14,7345″ | A3II/III      | 1,3732 ± 0,0582  | 728 ± 32   | 0,363        | -1,845       | 9,37  |            |
| #8    | HD 163351   | 17h 56m 34,9208s | -19° 01′ 05,7919″ | A0/1          | 1,3722 ± 0,0252  | 729 ± 14   | 1,081        | -2,580       | 9,65  | Mv?        |
| #36   | NGC 6494 36 | 17h 56m 37,1793s | -18° 59′ 43,8374″ |               | 1,3686 ± 0,022   | 731 ± 12   | -0,050       | -1,680       | 13,81 |            |
| #18   | BD-18 472   | 17h 57m 24,6793s | -18° 53′ 50,7152″ |               | 1,3672 ± 0,0295  | 731 ± 16   | 0,141        | -1,879       | 10,5  |            |
| #40   | NGC 6494 40 | 17h 56m 44,0578s | -18° 59′ 28,2004″ |               | 1,3669 ± 0,0261  | 732 ± 14   | 0,445        | -2,183       | 14,56 |            |
| #6    | BD-18 4705  | 17h 56m 51,9898s | -19° 00′ 03,4409″ |               | 1,3667 ± 0,0189  | 732 ± 10   | 0,438        | -1,967       | 9,62  |            |
| #19   | NGC 6494 19 | 17h 56m 57,8786s | -19° 00′ 47,2289″ |               | 1,3661 ± 0,0181  | 732 ± 10   | 0,446        | -1,655       | 10,66 |            |
| #30   | NGC 6494 30 | 17h 57m 26,1485s | -18° 57′ 29,0096″ |               | 1,3581 ± 0,0198  | 736 ± 11   | 0,263        | -2,022       | 12,04 |            |
| #33   | NGC 6494 33 | 17h 56m 32,8623s | -19° 00′ 00,5523″ |               | 1,3572 ± 0,0191  | 737 ± 11   | 0,536        | -1,973       | 12,84 |            |
| #10   | HD 163476   | 17h 57m 04,4863s | -18° 51′ 40,6130″ | B9III/IV      | 1,3567 ± 0,0374  | 737 ± 21   | 0,201        | -1,906       | 9,68  |            |
| #49   | HD 312417   | 17h 56m 41,1653s | -19° 08′ 38,2833″ | K0            | 1,3509 ± 0,0218  | 740 ± 12   | 0,217        | -1,672       | 9,62  |            |
| #25   | NGC 6494 25 | 17h 57m 01,7860s | -18° 52′ 53,5280″ |               | 1,3415 ± 0,0296  | 745 ± 19   | 0,020        | -2,043       | 11,11 |            |
| #26   | NGC 6494 26 | 17h 57m 02,3147s | -18° 54′ 53,8688″ |               | 1,341 ± 0,0238   | 746 ± 13   | 0,108        | -1,764       | 11,22 |            |
| #38   | NGC 6494 38 | 17h 56m 11,7241s | -19° 01′ 23,9781″ |               | 1,3287 ± 0,0254  | 753 ± 15   | 0,524        | -1,939       | 14,31 |            |
| #12   | BD-18 4713  | 17h 57m 07,5111s | -19° 01′ 03,9105″ | A0V           | 1,3166 ± 0,0364  | 760 ± 22   | 1,382        | -1,218       | 10,03 | M?         |
| #56   | HD 163594   | 17h 57m 41,5441s | -19° 00′ 40,7096″ | A3/5II/III    | 1,3164 ± 0,0292  | 760 ± 17   | 0,512        | -2,043       | 9,87  | M?         |
| #50   | HD 163208   | 17h 55m 52,7380s | -19° 00′ 42,4853″ | B9.5/A0III/IV | 1,3077 ± 0,0194  | 765 ± 12   | 0,149        | -1,973       | 9,77  | M?         |
| #28   | NGC 6494 28 | 17h 56m 30,3918s | -18° 59′ 59,5417″ |               | 1,3013 ± 0,019   | 768 ± 11   | 0,134        | -2,400       | 11,43 | M?         |
| #9    | HD 163450   | 17h 57m 01,4513s | -18° 56′ 58,0650″ | A0(IV)        | 1,2979 ± 0,071   | 770+45 -40 | 0,021        | -0,915       | 9,76  |            |
| #27   | NGC 6494 27 | 17h 56m 58,5476s | -18° 59′ 45,7003″ |               | 1,2678 ± 0,0575  | 789 ± 37   | 0,251        | -1,832       | 11,29 |            |
| #21   | BD-18 4714  | 17h 57m 06,5240s | -18° 51′ 32,7815″ |               | 1,0493 ± 0,0587  | 953+56 -50 | 0,290        | -2,120       | 10,72 | Nm         |
| #51   | HD 163570   | 17h 57m 37,8082s | -19° 08′ 23,8230″ | B9Iab/b       | 0,737 ± 0,0226   | 1357 ± 43  | 0,803        | -0,075       | 9,71  | Nm         |

- Nm = Non membre
- Mv pr =Étoile à mouvement propre élevé
- Mv? = Le mouvement propre de cette étoiles est en dehors des valeurs moyennes des étoiles de l'amas tant en ascension droite qu'en déclinaison.
- M? = Distance légèrement en dehors et mouvement propre semblable.